# Pardosa agrestis purbeckensis
Pardosa agrestis là một phân loài nhện trong họ Lycosidae.
Loài này thuộc chi Pardosa. Pardosa agrestis purbeckensis được Frederick Octavius Pickard-Cambridge miêu tả năm 1895.